# Ganta
Ganta è una città della Liberia, capoluogo della contea di Nimba.